# Alan Pascoe
Pour les articles homonymes, voir Pascoe.
Alan Peter Pascoe (né le 11 octobre 1947 à Portsmouth) est un athlète britannique, spécialiste des courses de haies.

## Biographie
Il a été champion d'Europe sur 400 m haies et sur relais 4 × 400 m en 1974. En 1972 il est vice-champion olympique avec l'équipe de relais britannique.

### Palmarès
| Date | Compétition                      | Lieu         | Résultat | Épreuve     | Performance   |
| ---- | -------------------------------- | ------------ | -------- | ----------- | ------------- |
| 1969 | Jeux européens en salle          | Belgrade     | 1er      | 50 m haies  | 6 s 6         |
| 1969 | Championnats d'Europe            | Athènes      | 3e       | 110 m haies | 13 s 9        |
| 1971 | Championnats d'Europe            | Helsinki     | 2e       | 110 m haies | 14 s 09       |
| 1972 | Jeux olympiques                  | Munich       | 2e       | 4 × 400 m   | 3 min 00 s 5  |
| 1974 | Jeux du Commonwealth britannique | Christchurch | 1er      | 400 m haies | 48 s 83       |
| 1974 | Jeux du Commonwealth britannique | Christchurch | 2e       | 4 × 400 m   | 3 min 06 s 66 |
| 1974 | Championnats d'Europe            | Rome         | 1er      | 400 m haies | 48 s 82       |
| 1974 | Championnats d'Europe            | Rome         | 1er      | 4 × 400 m   | 3 min 03 s 33 |
| 1976 | Jeux olympiques                  | Montréal     | 8e       | 400 m haies | 51 s 29       |
| 1978 | Jeux du Commonwealth             | Edmonton     | 3e       | 400 m haies | 50 s 09       |

### Records
| Épreuve          | Performance | Lieu      | Date         |
| ---------------- | ----------- | --------- | ------------ |
| 110 mètres haies | 13 s 79     | Édimbourg | 17 juin 1972 |
| 400 mètres haies | 48 s 59     | Stockholm | 30 juin 1975 |